# Невиждани академици
„Невиждани академици“ (на английски: Unseen Academicals) е роман на британския писател Тери Пратчет. Жанрът на книгата е комедийно (хумористично) фентъзи. „Невиждани академици“ е тридесет и седмата книга от поредицата на Пратчет за Светът на диска. Всяка книга от поредицата е посветена на сатиризирането на един или няколко елемента от съвременния живот. В „Невиждани академици“ на прицел е играта футбол. Главни действащи герои са членовете на преподавателския състав на Невидимия университет, включително архиканцлер Муструм Ридкъли, Библиотекарят и Ринсуинд.
Издаден за пръв път през 2009, романът се появява на български език през октомври 2014 г. „Невиждани академици“ е петнадесетата най-продавана книга в България за 2014 г.

## Сюжет
Внимание:  Текстът по-долу разкрива сюжета на произведението (или части от него)!
Действието на книгата се развива в градът-държава Анкх-Морпорк, където Невидимият университет е напът да загуби голяма част от публичното си финансиране. Изправен пред заплаха за най-милото си (а именно разнообразието на обедното си меню), висшият преподавателски състав се вижда принуден да създаде свой собствен футболен отбор. Отборът е кръстен „Невиждани академици“ (на английски: Unseen Academicals), което е алюзия към истински спортни отбори, създадени към университети във Великобритания (Единбург академикал, Хамилтън академикъл и т.н.). Кулминацията на книгата е мач между академиците и опитни играчи (а също и биячи) от града.
Самата игра, поне така както я практикуват в града под името ритнитопка, е все още в своето примитивно ниво и се състои от тълпи, които се бутат и ритат по улиците в преследване на кожено кълбо. С помощта на никак-не-тираничния патриций на Анкх-Морпорк, Хавлок Ветинари, академиците успяват да кодифицират нови, по-миролюбиви правила на играта. Забранена е играта с ръка от всички освен вратаря (който в случая с „Невиждани академици“ е орангутан, а също и главен библиотекар на университета). Освен традиционния академичен състав на университета, футболният тим на учреждението включва и други играчи. Присъства задължителната чуждестранна звезда, чиято фамилия (Макарона) е директна препратка към футболист, определян като една от легендите на спорта. На академиците помагат и нови герои, които не участват в предишни романи от поредицата. Господин Хаху е изключително интелигентен орк, който всекидневно се сблъсква с расистките стереотипи на съгражданите си. Неговият най-добър приятел Трев е син на най-голямата футболна звезда на града, но е обещал на майка си да не припарва до игрището. Джулиет е младо момиче, работещо в нощната кухня на университета. Тя си пада по Трев и сякаш няма нищо в главата си освен мечти за модния подиум.

## Основни мотиви
- Университет
- Футбол
- Расизъм